# 三宅一生

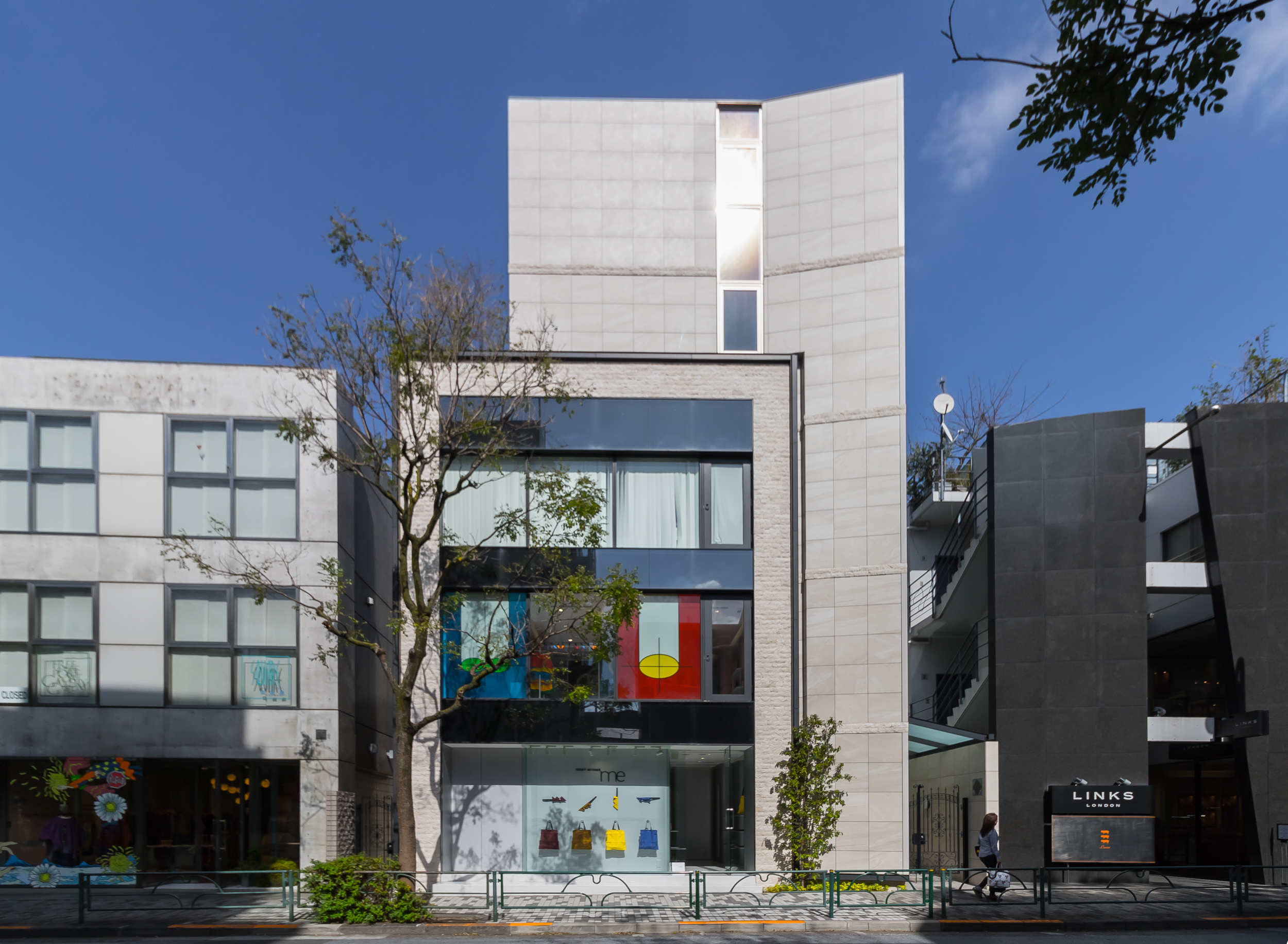
me ISSEY MIYAKE / AOYAMA

三宅 一生（みやけ いっせい、Issey Miyake、1938年〈昭和13年〉4月22日 - 2022年〈令和4年〉8月5日）は、日本のファッションデザイナー。広島県広島市東蟹屋町（現在の同市東区）出身。

## 経歴

### 生い立ち
広島市立尾長小学校在学中7歳のとき被爆。広島大学附属東雲中学校～広島県立広島国泰寺高等学校卒業。小学校高学年のときの担任が絵の先生で、絵を描く楽しさを教えてもらう。広島の美術館や岡山県倉敷の大原美術館にもよく通った。ルオーが好きだったという。周囲から「将来は絵描きになるの？」とよく聞かれたが、絵描きは貧乏イメージがあったから、大人になってからの職業にしようとは考えなかった。また当時は被爆都市を励ますという意味での宝塚の広島公演がよくあり、5歳上の姉に連れて行ってもらった。当時の宝塚のトップスターは、越路吹雪や乙羽信子だった。姉の影響は大きく、姉が洋裁学校から『ヴォーグ』や『ハーパーズ バザー』などのアメリカのファッション雑誌を持ち帰り、その写真を筆と墨で模写したりした。小・中・高と一貫して美術部に所属。焼け野原から復興する広島の街、とりわけ通っていた国泰寺高校の近くにあった丹下健三設計の広島平和記念公園や、建設時に「なぜ原爆を落としたアメリカ人が広島に橋を作るのか」と大きな議論を呼んだイサム・ノグチ設計の平和大橋のデザインに「これがデザインか」と感銘を受ける。そり返った「東」の橋柱の先端には、生命を表す太陽、「西」の欄干は、魂を運ぶ舟の手すりがかたどられていた。東洋と西洋の境を越えたノグチのデザインは、少年の行く道を決定づけた。

### 多摩美時代
高校卒業後上京し、多摩美術大学図案科に入学。姉からの影響で服に興味を持っていたが、1950年代の日本では、服は男性の職業の対象と考えられてなく、父親をなだめるために多摩美でグラフィックデザインを学びつつ、服飾デザインを始める。在学中の1959年、学生だったにもかかわらず、当時軽く見られがちだった「ファッション」を時代や文化を象徴する重要なものとして捉え、その上でファッションデザインに関わる自分たちのレベルアップが必要だと考えていた三宅は、文化服装学院や桑沢デザイン研究所に在籍していた学生たちにも声をかけ、有志の研究グループ「青年服飾協会」を立ち上げる。服の作り方だけでなく、デザインの歴史や文化的な背景を学び、研究するための「青年服飾協会」には以降、文化服装学院などの学生だった高田賢三やコシノジュンコ、松田光弘、金子功らが集まった。夜間に文化服装学院の教室を借りて桑沢洋子や『ハイファッション』編集長らを招き、勉強会を行う。1960年、日本（東京）で初開催された「世界デザイン会議」（メタボリズム）に際して、建築・インダストリアル・グラフィックなど、色々なデザイン分野が入っていたのに、衣服デザイン、ファッションデザインが含まれておらず、三宅は事務局宛に「なぜ服飾デザインを含めないのか」という質問状を出した。委員長の坂倉準三や、文化出版局局長の今井田勲などに手紙を出し、最終的に衣服デザイナーも参加を許された。当時の日本では服飾デザインは洋裁扱いで、ファッションは外国から来るもので、自分たちで創り出すものとは考えられていなかった。三宅はあまり重要に考えられていない衣服デザインは、逆にやりがいのある仕事ではないかと考えるようになった。そこには既に、衣服は時代と共に移ろう「ファッション」として存在するのではなく、より普遍的なレベルで私たちの生活と密接に結びついて生まれる「デザイン」であるという三宅の思想が見て取れる。デザインを日本の知的資源ととらえ、文化として社会に根付かせたいという取り組みは、三宅のライフワークになった。三宅は常に次の時代を見据えながら、新しい服づくりの方法論と可能性を示した。在学中の1961年、第10回装苑賞、第11回（1962年）と2年連続で現在の佳作にあたる賞を受賞、頭角を現した。以来、既成の枠にとらわれない自由な発想のもと、独自の素材づくりから始まる創作活動を行う。
1962年大学3年のとき、ライトパブリシティに半分身を置いていた関係から、同社の知人にアートディレクターの村越襄を紹介してもらい、怖いもの知らずで村越に「服を作ってみたい」と言ったら、村越から東洋レーヨン（現・東レ）1963年版カレンダー用の衣装制作を勧められ、これが最初の仕事となった。東レとはその後も新たな素材の開発とそれを活かすためのデザインの模索を続ける。すぐに横須賀功光から電話があり、資生堂春のキャンペーンの衣装や『花椿』の仕事をする。第1回コレクションは卒業後の1963年に発表した「布と石の詩」で、三宅は服が視覚的な創造物であると同時に純粋に実用的なアイテムでもあることを示すため、これを東京商工会議所で発表した。三宅は当時、デザイン界のスターとして登場してきた人で、周囲の全員が興奮していて繊維会社がスポンサーに入ってショーをすることになった。このショーに入れ墨をモチーフにした作品が含まれていたため、すべての準備が整ったショー当日の朝に「入れ墨はアウトローのものだから、当社としては同意できない」といわれた。当時は広告業界にファッションをやる人がおらず、当時の日本ではCoutureを学ぶ場所もなく、服をどうやって作っていいか分からず、奇抜な服をたくさん作った。業界人には大変驚かれ、日本のファッション界の寵児になった。

### 世界での活躍
しかしファッションを独立したデザイン分野と認知しない当時の環境に苛立ち、1965年パリに渡り、オートクチュール組合学校「École de la chambre syndicale de la couture parisienne（サンディカ）」で学ぶ。1966年にギ・ラロッシュのアシスタントとなる。しかしオートクチュールは、いわばブルジョア社会に奉仕するような仕事で、「これは自分のやりたい仕事ではない」と感じ、ジバンシィでデシナトゥール（完成した服を絵にする仕事）に入り直す。パリモードがオートクチュールからプレタポルテに移行する時代、実用的な衣服をデザインすることで、人の在り方を表現するプレタポルテの若手デザイナーたちは大きなショックを受けた。1968年の五月革命に繰り出す人々を見て「こういう人たちの服を作りたい」「わずかな人ではなく、多くの人への服作りをしたい」と思い定めた。三宅は「bourgeoisのために服をつくりたいと思ったことはない。ファッションは上流社会やオートクチュールだけのものではない。何か、今までにないもので、気安く、値段も高くなく、日常生活に入っているものを目指そうと決めた」などと述べている。体にフィットしたヨーロッパの高級な服より、インドのサリーのように一枚の布を身にまとう方が普遍的な姿だと考え、さらに「生地をできるだけ捨てずに使うこと」を自らに課した。三宅は森英恵と共にオートクチュールの文化を肌で知る数少ない日本のファッションデザイナーで、三宅は振り返って「私はオートクチュールを学びました。それは私にとって非常に良い教育でしたが、彼らはすでにそれを完成させていました。私はそれを超えることができなかった。だから私は何か新しいことをするためにニューヨークに行った。ヨーロッパのファッションとは違う何かを考えなければならなかった」、「西洋の遺産の欠如が本当に利点になり得ることを発見した」「服を作るにはスケッチをして、布があって、切って、縫って、それで服になると思われている。それはいい方法だけど、伝統的な方法だ。少し反抗的かもしれないけれど、“別の方法”を見つけるのは楽しいよ」などと話し、それは三宅が一生をかけて追いかけるもの作りのテーマとなっていく。パリで4年修行した後、子どもの頃からの憧れもあり、1969年、アメリカ・ニューヨークへ移り、7番街で、Geoffrey Beeneと仕事をするなど既製服の経験を積む。三宅の行動力は際立っており、後進デザイナーに大きな影響を与えた。
日本に帰国後の1970年、「三宅デザイン事務所」を設立。以来、日本から世界に挑み続けることを40年に渡り続ける。一貫して世界で戦うための術として意識してきたのが「常に現場に身を置くこと」と、商品を提案するための「戦略」であった。翌年2月にはニューヨーク市内のデパートに「イッセイ・ミヤケ」のコーナーを開設した。1971年には死者へのオマージュとして作られた伝統的な日本のタトゥーに触発され、ニューヨークで「タトゥーコレクション」を発表。
1973年、日本人デザイナーとして先陣を切り、「イッセイ・ミヤケ秋冬コレクション」でパリ・コレクションに初参加。同世代の高田賢三らとともに1970年代に、日本という島国を国際的なファッションマップに載せる原動力となり、川久保玲や山本耀司が活躍する道を切り拓く。日本の素材を取り込んだ服作りに挑んだイノベイターといえば三宅である。1970年代初頭から一貫して、日本の伝統素材と、先端テクノロジーによる合繊とをデザインで融合させるクリエーションに挑み、ファッション界に与えてきた影響は計り知れない。「イッセイ ミヤケ」のショーは、パリコレの中でも独特のポジションにあり、モデルのランウェイショーというよりもモダンアートのパフォーマンスのようであり、穏やかで、清潔な美術館で過ごす時間に似ていたといわれる。「イッセイ ミヤケ」がパリコレの中で特異だったのは、"新しいデザイン"を送り出し続けたからに他ならない。1974年4月のパリファッション・ウィークで外国人デザイナーとして初めて出展し、後にオート・クチュール・エ・ド・ラ・モード連盟のメンバーとなり、取締役会のメンバーとなった。西洋の"構築的"な服づくりに対し、日本の"非構築的"な服は、驚きをもって世界に迎え入れられ、新しい時代の息吹となった。三宅はファッションに関する西洋の信念に一貫して挑戦し、女性の服は体の輪郭に合わせてのみデザインされるべきであるという考えを否定し、オーバーサイズでジェンダーレスなフィットを提唱していく。三宅は、テクノロジーとアートの分野を自身の作品に取り入れることの価値を誰よりも早く理解していた。デビューとともに高い評価を得た「Issey Miyake」は、その後、50年近くに亘って確固たる地位を維持。長きに亘り高い評価を得るブランドは、ほんの一握りに限られる。1974年「ISSEY MIYAKE」のショップ1号店を青山にオープン、1975年にはパリに海外1号店をオープンさせ、大きな成功を収める。1976年、渋谷パルコの西武劇場で12人の黒人モデルだけを起用した「三宅一生と12人の黒い女たち」と題したファッションショーを開く。このことは今日言う多様性につながる視点を当初から持っていたことを示す。1977年、衣服デザイン分野で初めて毎日デザイン賞（1976年度）受賞。1978年には、存命中の衣服デザイナーとしては、世界初の作品集『三宅一生の発想と展開；ISSEY MIYAKE East Meets West』（平凡社）が刊行される。"East Meets West"という言葉はこの書のタイトルに使われて広く使われるようになった。1979年、コロラド州アスペンで開催された国際デザイン会議
のクロージングイベントで開催されたショー「Issey Miyake East meets West」は、デザイナーの野心を強調したタイトルであった。三宅の服作りのコンセプトは、可能な限り「1本の糸、一枚の布」から衣服を生産することで、このような服作りは、従来のオートクチュール型とは根底から発想が異なる"別の方法"。それを初期から支えたのが日本の合成繊維の技術革新であった。衣服の原点である「一枚の布」で身体を包み、“西洋”でも“東洋”でもない衣服の本質と機能を問う“世界服”を創造。布と身体のコラボレーションというべきスタイルの確立は、1978年発表の「Issey Miyake East Meets West」で集大成された。コンパクトに収納できて着る人の体型を選ばず、皺を気にせず気持ちよく身体にフィットする1993年に発表された代表作「プリーツ・プリーズ」はこれらの延長線上にある。フォルムを保ちつつも、体を縛らず、平たく折り畳める服を開発した。洋服でも和服でもないデザインは、年齢や体形に関係なく楽しめて、女性に喜びを与えた。しかも、世界中の人がわかる形。実用性と個性を生かせる美しさを兼ね備えた服は、多くの女性の支持を得た。「プリーツ・プリーズ」はどこの国のファッションの歴史にも属さない三宅独自のカテゴリーである。その発見はスカーフだった。特にメトロポリタン美術館のCovid-delayed150周年記念展「About Time: Fashion and Duration in 2020」で展示された1994年の空飛ぶ円盤のドレスで有名になる。1970～1980年代の日本は合繊メーカーの飛躍の時にあり、三宅も東レなどをパートナーに最新技術を用いたポリエステルやナイロンといった素材を用い、天然素材が主流だったマーケットに"新"を投げかけた。これが後の大ヒット商品「プリーツ プリーズ イッセイ ミヤケ（PLEATS PLEASE ISSEY MIYAKE）」誕生へと繋がる。「1枚の布を切らずに形を作る」そんな無理難題をあえて自らに課し、イノベーションの力を借りたことでポリエステルの製品プリーツの服が生まれたと言っても過言ではない。プリーツにより、どんな体型であっても体にピッタリで、しかも体の凸凹を強調することもない。いわば万人のいわば万人のためのオートクチュールの誕生ともいえた。「プリーツ・プリーズ」は、国内繊維産業の粋を集めた素材と技術に「ひとりひとりのための自由な服」という三宅独自の発想で、行動する女性のためにつくられた時代性で世界中で愛され、2012年まで世界27ヵ国、435万枚が売れたといわれる。広い視野で社会を俯瞰した物作りは、多様性を重視する今日の社会にもフィットする。世界で最も先駆的なデザイナーの一人として称賛された。
「Issey Miyake」は、日本のファッションブランドの草分け的存在で、世界的なブランドに成長したアジアで最初のファッションブランドとなる。それまでのファッションはパリやニューヨークから発信されて世界に広がって行く、その中心は西洋人だった。そうでない日本人には服のデザインなどできないという偏見や差別があった。三宅は、森英恵、高田賢三、川久保玲、山本耀司らとともに日本人として世界進出に成功。特に三宅は既成概念を覆す大胆な服作りで大きな衝撃と影響を与えた。アジアのデザイナーとして初めてフランスの一流ファッション雑誌『Elle』の表紙を飾り、「東洋のデザイン」の代名詞となり、1980年代に日本の経済力とファッション力の代名詞ともなった。また、実質的にアートの面々がコマーシャルなファッションと異なる位置づけでファッションを評価するきっかけのデザイナーとしても知られ、1982年にはファッションデザイナーとしてはじめてArt Forumの表紙を飾ったと歴史家のヴァレリー・スティールは述べている。1980年～2000年代にフランス文化大臣などを務め、ファッションやデザインなどの後発の文化を国家遺産に位置付けたと評価されるジャック・ラングは、「1981年当時、ファッションは『商業性が高過ぎる』として、映画や音楽など他の文化よりも軽んじられていたが（私が）ルーブル美術館でのコレクション開催を解禁したり、『モード界のアカデミー賞』を創設したりしたことで、かなり活性化されたと思う。三宅からも『デザイナーたちが新たな創作意欲を得た時代だった。あなたが私たちに力を与えてくれた』と評価してくれた」と述べている。また1980年代に日本で三宅は、川久保玲、山本耀司と共に"DCブランド御三家"と呼ばれた。三宅の世界での活躍は、日本における広義のファッション産業の社会的地位も高めた。
ファッションや文化の歴史を後世に受け継ぐ取り組みも積極的に行う。1973年にニューヨークのメトロポリタン美術館で見た「現代衣服の源流展」に衝撃を受ける。日本でファッションは美術館が扱うものではないと思われた時代に、20世紀を切り開いたデザイナーの服が保存され、しかも単なる過去の遺物として扱われず、現代的な意味付けがされ、新たなものを生み出す原動力になることを感じ取った。当時京都商工会議所副会頭だったワコールの創業者・塚本幸一にこの展覧会を日本で開催したいと強く働きかけ、1975年に日本初の服飾展覧会として京都国立近代美術館で実現した。それが1978年に西欧の衣装を体系的に収集、保存、調査研究する京都服飾文化研究財団（KCI）の設立にもつながった。同財団は多くのデザイナーにとって欠かせない場所といわれる。同財団理事の深井晃子は「近年、経営にまでデザインという言葉が使われるほど、デザインが重要という認識が広がっている。三宅さんは幸せな社会を作るためのデザインの重要性や、文化として根付かせることを早くから考えて行動し、先見の明があった」と評している。また三宅はジェンダーロールのパイオニアでもあり、1970年代に当時80代だったフェミニストの市川房枝にモデルになってもらい、衣服は快適で、実在の人々の自然な美しさを表現しなければならないというメッセージを伝えた。市川が『アサヒグラフ』1974年10月1日号の表紙を飾ったときに着ていた服は三宅デザインのものである。三宅の影響はオートクチュールメゾンをはるかに超えて広がり、ラテンアメリカでは、ジェンダーレスなファッションが勢いを増しているという。

### 素材への探求
1980年代に入ると、三宅の関心は身体の動きとフォルムの探求に向かう。1980年、パリのポンピドゥー・センターで上演されたモーリス・ベジャールのバレエ『カスタ・ディーヴァ』の衣装をデザイン。その挑戦は布以外の素材、例えば、プラスチックや紙、ワイヤーなどを用いた意欲的なものだった。一連の作品は「ボディワークス」と名付けられ、その一作である「ラタンボディ」はアメリカの現代美術誌『Artforum』（1982年2月号）で表紙に取り上げられた。衣服デザインが美術誌のカバーストーリーとなったのは前代未聞であった。1984年、世界的に権威のある「ニーマン・マーカス・ファッション・アワード」と「全米ファッションデザイナー評議会賞」を同時受賞。ノミネート理由を「最も独創的な創作活動を行った」と伝えられ、日頃は賞など関心を示さない三宅を大喜びさせた。当時世界的に起きていた"日本ブーム"は、三宅の強烈な個性による牽引があったからこそで、強烈な独創性を拠所に、一人我が道を行きながら、日本ファッション界を主導してきたと国際的に評価された。三宅以上に喜んだのは、亀倉雄策や磯崎新、横尾忠則、田中一光ら、日本アート界を代表する人たちで、亀倉は「日本のファッションが建築やグラフィックと並んで評価されるようになった。あなたのおかげだ」と喜びの手紙を三宅に届けた。
三宅は若い頃は、パリやニューヨークに住んだが、長く東京を拠点としている。三宅は「日本には、技術を積極的に取り入れ、進歩を尊ぶ気風がある。製造メーカーの近くにいれば、制作現場に関われるし、機械を見に行ってその動きからアイデアを得ることもできる。わたしにとってはその方が望ましい。また若いスタッフと仕事をすることで自身も刺激を受ける」などと述べている。日本では切れ地を服の形にするのがデザイナーと考えられていて、常に海外の情報を元に服を作っていた。自分から情報を出すということではなかったため、本当のクリエイターではない、はっきりした自分の意図のある物を作りたいと三宅はマテリアルを日本で布を織るところへ行って織らせて、染屋に行って染めさせ、それをパリに持って行ってデザインした。三宅は日本のデザイナーが絶対に使わなかった剣道着や柔道着の刺し子のようなマテリアルを使い始めた。最初は日本の刺し子屋に「こういう織り方で」「もっと優しい風合いで」と注文しても、趣味くらいにしか受け取ってもらえなかった。三宅のデザインした服はパリでは売れても日本ではどこにも売ってないことがあった。1980年代にコンピューターを使ってデザインを始める。日本各地の素材や伝統的な手わざと最新のハイテクを使った新たなもの作りの追求は長年のテーマとして続く。ルーシー・リーのボタンを使った服を89~90秋冬コレクションで発表。1999年イッセイミヤケのブランドを後進に譲った後も新規プロジェクトに積極的に取り組む。2008年、自身のデザイン事務所内に「リアリティー・ラボ」と名付けた研究開発チームを設置。素材研究を進める中で帝人ファイバーが開発した、古着など不要になったポリエステル製品をいったん液体にまで戻し再生した糸に出会い「英国生まれのポリエステルは、戦後の日本が進化させた」という思いもあり、2010年秋からの新シリーズ「132 5. ISSEY MIYAKE」の素材に選んだ。愛媛県松山市の工場で生まれた糸を福井市で織って生地にし、石川県白山市などで染め、東京で形にする。三宅は「私の服は誰かの一部になり、肉体的にはその一部になる。もしかしたら、私は道具を作っているのかもしれない。人々は服を購入し、着用者の創造性のためのツールになる」、「私が何かを作るとき、それは半分しか完成していません。人々が何年も何年もそれを使うとき、それが完成します」、「10年前にデザインしたセーターを今年のパンツで着てもらいたい」などと話したことがあり、三宅のデザイン哲学は、「着やすく、かつ収納しやすい服を作る」ことである。このためほとんどの服にポケットが付いており、自宅の洗濯機で洗うことができる。三宅は「服の素材は無限大だ、何でも服が作れる」とココナッツの蔦から馬の毛まで、どんなものでも服の素材になると信じていたため、「イッセイ ミヤケ」は服をデザインする前に、まず「生地のデザイン」を行う。生地のアプローチもまた革命的なものだった。また、三宅のディレクションは、個人の創造性と研究だけでなく、チームワークにも焦点を当て、その事が次世代の人材育成に繋がった。次々送り出す新ラインの多くがモノづくりの技術革新と研究者、職人たちの切磋琢磨で生まれてきたものである。

### 愛用者など
1988年、福岡ダイエーホークス（現・福岡ソフトバンクホークス）の福岡市移転時の「伝説のガッチャマン・ユニホーム」を手掛けた。1992年、1992年バルセロナ・オリンピック競技大会リトアニア代表選手団の公式ユニフォームをデザイン・制作。財政的に余裕のないリトアニアのために、ミズノや東レなどに協力を呼びかけ、45人分のプリーツ加工のユニホームを無料で制作した。
Appleの共同創業者・スティーブ・ジョブズのトレードマークだった黒のタートルネックは、三宅デザインのもの。ジョブズが盛田昭夫の案内でソニーの工場見学をしたことがきっかけで、三宅がソニーの従業員のユニフォームに当時としては画期的なデザインを施していると聞き、アメリカに戻ったジョブズは、Appleでもイッセイミヤケのユニフォームを採用したいと提案した。最終的にはスタッフの反対にあって実現には至らず、ジョブズはイッセイミヤケに自身のユニフォームを依頼、ジョブズから依頼を受けた三宅は、タートルネック100枚を175ドルで作ったと伝えられている。ジョブズは、生前、自宅を訪問した伝記作家・ウォルター・アイザックソンにクローゼットの中を見せ、「これが私の服です。私がこれから一生着るのに充分な量です」と言い、中には綺麗に畳まれた黒のタートルネックが100枚以上も積まれており、ジョブズはその言葉通り、その後も一生、黒のタートルネックとジーンズ・リーバイス501を着て過ごした。
漫才ブーム時に三宅の服を着用してテレビに露出したビートたけしは、「三宅の事務所から『ウチの服を着ないで下さい』と言われた」というエピソードを持ちネタにしていた。ビートたけしによれば、「三宅一生だから着たんじゃなくて、たまたま、これがいいと思ったのが一生だった」という。漫才師の世界は形にうるさく、そのうちベストドレッサー賞などにたけしがランクインするようになり、表彰式に私服で登壇すると権威筋からクレームが来るため、「これ三宅一生なんです、タキシードより高いんです」と言うと「じゃ、しょうがないな」となるため、意地でそのまま着続けたという。
「イッセイ ミヤケ」の愛用者としては他に、ジョニ・ミッチェル、セリーヌ・ディオン、レディー・ガガ、ビヨンセ、リアーナ、ドージャ・キャット、ソランジュ、プレイボーイ・カーティ、ラッセル・ウェストブルック、ジャック・ラング、シャルロット・ペリアン、グレイス・ジョーンズ、メリル・ストリープ、ロビン・ウィリアムズ、モニカ・ベルッチ、メアリー＝ケイト・オルセン、ケンダル・ジェンナー、スージー・メンケス、ウェンディ・ベケット、ザハ・ハディッド、キム・カーダシアン、ウェンデル・ロドリックス、Mura Masa
、美輪明宏、小池百合子、楠田枝里子、ミッツ・マングローブらがいる。

### 文化活動など
1993年、フランスレジオン・ドヌール勲章シュヴァリエ、イギリスロイヤル・カレッジ・オブ・アート名誉博士号授与。1998年、文化功労者に顕彰、同年、藤原大と共にA-POC（A piece Of Cloth）プロジェクトを開始。コンピュータ・エンジニアリングにより、一本の糸から一体成型で服を作り出すこの製法は、画期的であり、ユニークな造形、布の無駄も減らすことができるとして注目を浴びる。A-POCは着用者が簡単に組み立てて無限にリサイクルできる服というプロジェクトで、デザインは機械で織られ、衣服の模様がエッチングされた長い布の柱に織り込まれ、バイヤーは衣服を切り取ることから始める。指を包む長袖は半袖になり、ハサミで切ると手袋になる。ワンピースはトップスになり、ベストは椅子になる。三宅は「私たちはファッション(コミュニティ)ではなく、人に目を向けており、テクノロジーに魅了されている。人々は消費者になりました。彼らは自分の服装に参加する方法を忘れていました。A-POCはそれを行います。人々が自分の服を作ることに参加することが重要です」と述べている。「Issey Miyake」から男性と女性のためのBao Baoバッグ、時計、フレグランスに至るまで、12以上のファッションラインを開発し、1999年10月、自身の名の付いたブランド「Issey Miyake」を後進に引き継ぎ研究に専念した。同年、米週刊誌『TIME』アジア版において、「今世紀最も影響力のあったアジアの20人」に、マハトマ・ガンディーや毛沢東、ダライ・ラマ、昭和天皇らと共に選ばれ、「Beauty Maker（美をつくる人）」として取り上げられた。2000年、パリ、ニューヨークで開催してきた「ISSEY MIYAKE Making Things」展を東京都現代美術館で開催。同年、A-POCが衣服では初めてグッドデザイン賞・大賞受賞。ファッションの分野で常に革新的なデザインを生み出し続け、アパレルという領域をやすやすと越え、デザインという幅広い領域で、多面的なクリエイションを重ね、それが賛同や評価を得た結果であった。2005年、第17回高松宮殿下記念世界文化賞（彫刻部門）、2006年、東西文化の融合と最先端技術の追求によって、衣服の革新的な発展に大きく寄与した業績により、第22回京都賞思想・芸術部門など数々の賞を受賞。2008年度から2014年度まで朝日賞選考委員も務めた。
2004年、財団法人三宅一生デザイン文化財団を設立、2011年2月1日に、公益財団法人となった。
2003年1月28日の朝日新聞夕刊にデザイン美術館の設立を呼びかけるエッセイを寄稿。大きな反響を巻き起こし、多くの賛同者・協力者が三宅の元に集り、様々な人々との協働によって、2007年3月、東京六本木に誕生した複合施設「東京ミッドタウン」内に併設されたデザイン拠点「21_21 DESIGN SIGHT」（トゥーワン・トゥーワン・デザインサイト）をオープンさせた。三宅が「21_21 DESIGN SIGHT」をオープンしたのは、日本がクリエイティブな才能を宣伝し、奨励するのが苦手だと感じたからである。同所はデザインミュージアムではなく、新しいアイデアのフォーラムである。1999年、自身が作り上げたブランド「Issey Miyake」を退任し、数々のデザイナーが三宅の意志を引き継ぐ。2022年今日でも一線で活躍する多数の後進を育てたのも大きな功績。三宅はその後も国立のデザインミュージアム設立を目指して運動を続けた。東日本大震災から4ヶ月後2011年夏、三宅は「東北の底力、心と光」と題した展覧会を「21_21 DESIGN SIGHT」で開催した。三宅は「東北各地に息づくものづくりの奥深い伝統と優秀な技術は、日本と世界をリードする質の高さを誇っている」と語った。

## 評価
2010年11月、文化勲章を皇居にて鈴木章、安藤忠雄や蜷川幸雄らとともに受勲した他、2010年9月28日、広島市名誉市民、同年12月1日、広島県名誉県民、2019年10月1日、名誉都民の称号を贈られた。2016年、レジオン・ドヌール勲章コマンドールなど国内外の勲章を受勲している。三宅のコレクションは、ファッションビジネスのランウェイに登場するのと同じくらい頻繁に美術館や劇場の舞台に登場し、美術的観点からも三宅のデザインは、各国の展覧会などで広く世界に紹介され、20世紀後半を特徴付ける芸術として高く評価されている。三宅はプラダ以外で、the architectural press（建築メディア）に最も引用されている衣料品ブランドとされ、三宅のlegacyは、国立新美術館、ニューヨーク近代美術館、メトロポリタン美術館、フィラデルフィア美術館、ヴィクトリア&アルバート博物館などに所蔵されている。三宅はオノ・ヨーコと並んで世界中で認識されている数少ない日本人の1人といわれる。
2022年8月5日、肝細胞癌のため東京都内の病院で死去した。84歳没。
8月9日に三宅の死が伝えられると、世界中のメディアが報道した。リマ・アブドゥル・マラクフランス文化大臣は「イッセイ・ミヤケは、動く体に触れて生まれるかたちのような服、明日に向かって走る動く現代の体、巻き上げられ、身を包み、ねじれ、折り畳まれる生きた素材のような服を夢見ていた」などと追悼した。フランスの国民教育大臣などを務めたジャック・ラングは「イッセイ・ミヤケは神聖な宝物だった。今朝、私は永遠にやるせない気持ちでいっぱいだ」と哀悼の意を表した。ブルーノ・パブロフスキー・オート・クチュール・エ・ド・ラ・モード連盟会長は「イッセイ・ミヤケは偉大なデザイナーであり、最新の技術と伝統的なノウハウを融合させることで時代を刻んだ偉大なイノベーターでもありました」と評した。クリストファー・ケインは「三宅は単なるファッションデザイナーではありません。彼は科学者であり建築家でもありました。彼の服は単なるファッションではなく、発明と進化の頂点です」などと述べている。ファッション工科大学博物館ディレクター兼チーフキュレーター・ヴァレリー・スティールは「ルイ・ヴィトンやマーク・ジェイコブスのずっと前から、イッセイ・ミヤケはアーティストとコラボレーションしていた。彼はファッションとアートをマッチングさせるパイオニアだった」などと評した。『ル・モンド』は「Isssey Miyakeの生涯は、20世紀後半のファッション史上最も特異な作品の一つとして記憶される。彼の旅は、創造し、発明し、旅をし、夢を見て、芸術的または技術的なあらゆる可能なリソースを彼の服のために使用するのを夢見た旅だった。彼の野望は、ジーンズやTシャツのような実用性とシンプルさを持つ新しい衣装を想像して、すべての人のために服をデザインすることだった。彼は常に自分の職業の限界を超えようとしていた。そして彼は、明るい色とプリーツ生地を好み、同時代の人々のそれとは一線を画す、すぐにそれと分かるスタイルであるシグネチャーを発明した」などと評した。『ニューヨーク・タイムズ』は「日本のファッションを世界に広めた」、『TIME』は「シャープなプリーツ、アバンギャルドなカット、signature fragrancesで名声を築いた日本人アーティスト、イッセイ・ミヤケほどファッションイノベーションの代名詞となったデザイナーはほとんどいない」、『Vanity Fair』は「彼の強みは、美的および技術的な偉業を真の商業的成功に変えることができたことであり、ファッションは色、トレンド、季節の問題を超えた」、『The Art Newspaper』は「三宅は過去40年間にオートクチュールやhigh-street dressの様相を変え、コンテンポラリーファッションをコスチュームインスティテュートや美術館の回顧展の定番にすることに貢献した日本人デザイナーの革新的なリーダーだった」、『ArtReview』は「三宅は自らを芸術家だとは思っていなかったが、アートとファッションの区別を難しくした20世紀の偉大なデザイナーの一人として記憶されることはほぼ間違いない」などと、『¡Hola!』は「三宅は20世紀と21世紀の最も影響力のあるデザインの天才」と、『El Ideal Gallego』は「彼が成しえたことはファッション以上のものであり、プリーツと建築ファッションの魔術師であり、素晴らしい才能を持ち、日本で最も重要なクリエイティブであり、世界で最も認められた人の一人だった」と、『Slate』は、「Isssey Miyakeは、東洋と西洋を意図的に融合させた20世紀最大のデザイナーの一人であることに間違いない。彼によって日本は間違いなく世界のファッションシーンの主役になった。我々は彼が日仏の架け橋となったことを決して忘れない」などと評した。フィリップ・セトン駐日フランス大使は「イッセイミヤケは、すべての分野、実践、研究の岐路に刻まれた比類のない作家です。デザインアイコンである彼は、1973年にパリでファッションショーを開催した最初の日本人スタイリストの一人でした。彼は"日本でも西洋でもないファッションを作ろうとした"のです。イッセイ・ミヤケは、日本が私たちに与えてくれた最も偉大なパリのファッションデザイナーの1人であり続けるでしょう。真の創造的才能、芸術的人物、そしてフランスと日本の文化交流です。駐日フランス大使館は、彼の記憶と彼の印象的なキャリアに敬意を表します」と追悼した。三宅は世界で最も知られる日本人デザイナーの一人で、国立新美術館のキュレーター・本橋弥生は「『三宅一生』の名前は、パリやニューヨークだけでなく、インド、東南アジアなど全世界に広く知られています。彼のファッション業界における功績は、例えるなら、ソニーのウォークマンの発明に匹敵するものです」と評している。原由美子は「パリで、日本のファッションを世界に通じるものと最初に認めさせたデザイナー。多様性や持続可能性など、先見の明があった」と、稲盛財団は「衣服デザインは三宅氏の業績によって、紛れもなく芸術の一分野であると認識されるに至った。三宅氏は人が着る衣服の意味とあり方を追求し、古代の伝統と最先端技術、西洋と東洋の造形を衣服の中に融合した。さらに三宅氏はその多面的な活動によって、他の芸術分野にも多大な影響を与えたのみならず、服飾デザインが現代の芸術において優れた表現力を持つメディアであると証明すると同時に、服飾生産という行為自体を哲学的な行為に昇華せしめた」と称賛した。日本美術協会は「30年以上にわたるデザインの中で、三宅は衣服と人体の関係を探求し、アートとファッション、自然とテクノロジー、イノベーションと伝統、特に東洋と西洋の相互作用の交差点で働いてきた。彼は実験的で伝統的な素材を使用し、アジア人デザイナーとして初めて真にグローバルになった」と評した。ジョルジオ・アルマーニは「東洋と西洋、過去と未来の間を行き来できる本物のイノベーターであり、他の誰にもまねできない」と称賛した。ポール・スミスは「デザイン界は真の予言者を失いました。イッセイミヤケの驚くべき創造性と素晴らしい創造性と無限の革新を失うことは大きな痛手です」と追悼した。ジョナサン・アンダーソンは「彼のクラフトとテクノロジーへの取り組みは、私たちのファッションの見方を変えた」と話した。コシノジュンコは、「素顔は孤高だった。彼のデザインには糸や生地を一から作るオリジナリティーがあった。特にプリーツをやり続けたことが大きく、オリジナルになった」、ドン小西は「森英恵さん、高田賢三さん、山本寛斎さんとともに日本のファッションをつくった重鎮の一人。感性を大切にして衣料品というものを芸術品に変えた。デザイナーとしてだけでなくビジネスマンとして世界に売り込むプランも考え、当時はいなかった"二刀流"の先駆者でもあった」と評した。横尾忠則は「1970年頃は、ファッションはヒッピーカルチャーなどの社会現象と手を結び、思想を持ち始めていた。そこに向けて発表した名のあるデザイナーが一生さんで、最初の一人に近かったのではないでしょうか。川久保玲さんや山本耀司さんも、そこに続いたんだと思う」などと評した。美輪明宏は「合理的で着やすく、色柄も洗練されていて、どんな場面でも着られる服だった。また一人天才が日本からいなくなった」と、深井晃子は、「プリーツ・プリーズは登場して約30年たったが、今も世界中の人から愛されている。通常1シーズンで忘れられるファッションとしては驚異的なこと。時、国境、人種、階級を超えて着られるユニバーサルデザインになった。流行ではなく『服』を作ると言った彼の思いが実現された。三宅さんの服は『動くときれいに見える、動く彫刻』。日本のファッションを世界レベルに引き上げた偉大な人だった」、川島蓉子は「三宅が生み出した一連の仕事は、遠い将来から見たときにも、デザインの歴史の中で脈々と生き続ける、あるいは評価されるに違いないものが脈々と連なっている」などと評している。安藤忠雄は「現在から過去、そして未来を見据える視点を持ち、ファッションというジャンルを超えて20～21世紀を代表する芸術家でした」と評した。

## 人物

### 被爆体験
1945年、小学1年生7歳の時、広島市への原子爆弾投下により被爆。片足が不自由だったのは原爆の後遺症といわれる。「破壊されてしまうものではなく、創造的で、美しさや喜びをもたらすもの」を考え続けた末、衣服デザインを志向するようになった。
2009年7月14日付の『ニューヨーク・タイムズ』への寄稿 (A Flash of Memory) の中で自身の被爆体験を初めて公表した。三宅は「破壊ではなく創造できるものについて考えることを好んできた」「『原爆を生き延びたデザイナー』というレッテルを貼られたくなかった」ことを理由に被爆体験については沈黙を続けていたが、2009年4月にアメリカのバラク・オバマ大統領がプラハでおこなった核廃絶についての演説が、「語ることに気乗りしなかった、自分の内側の深い場所に埋もれていた何かを呼び覚ました」という。三宅は原爆について「原爆の色、いまでもイメージが浮かんでくる。いやな色だ」と話し、被爆体験を語ることについて寄稿の中で「個人的かつ倫理的責務を感じている」と述べている。
そしてA Flash of Memoryの中でオバマ大統領に広島訪問を促しており、これが2016年実現することになった（バラク・オバマの広島訪問）。オバマへの土産品には三宅の事務所がデザインした腕時計と万年筆が選ばれている。
三宅は1995年の広島平和記念式典に参列。また毎年、原爆投下の時間に合わせて黙祷を捧げている。

## 活動
| 1970年 | 三宅デザイン事務所設立 大阪万博に参加する2企業1団体（資生堂、日本オリベッティプレスセンター、国際羊毛事務局）のコンパニオンユニフォームをデザイン |
| 1971年 | ニューヨークで海外初のコレクション発表 11月、株式会社イッセイ ミヤケ インターナショナル（現在の株式会社イッセイ ミヤケ）設立 |
| 1973年 | 73年秋冬よりパリコレクションに参加 |
| 1975年 | 1月、ブランド「ISSEY SPORTS」の発表 ニューヨーク、メトロポリタン美術館主催「Inventive Clothes 1909-1939」を「現代衣服の源流展」として京都国立近代美術館にて企画再現。 （塚本幸一・京都商工会議所ファッション産業特別委員会会長（当時）の協力を得て実現。これを受け78年京都服飾文化研究財団（KCI）が設立。） |
| 1976年 | ショウ「三宅一生と12人の黒い女たち」（東京・渋谷パルコ西武劇場、大阪・大阪府立体育館） |
| 1977年 | 76年度毎日デザイン賞記念ショウ「Issey Miyake in Museum — 三宅一生と一枚の布」（東京・西武美術館） ショウ「Fly With ISSEY MIYAKE」（東京・明治神宮外苑室内球技場、京都府立体育館） |
| 1978年 | 「〈間〉日本の時空間」展に参加（パリ・装飾美術館、ニューヨーク・クーパーヒューイット美術館） |
| 1979年 | ミラノで初めてコレクションを発表 米アスペン国際デザイン会議に招聘され、ショウ「Issey Miyake East Meets West」発表 |
| 1981年 | ショウ「ISSEY MIYAKE IT'S SO NEAT」発表（東京・明治神宮外苑室内球場、大阪・大阪府立体育館） 日産・スカイラインのキャンペーングッズとして衣服、小物デザインを始める。 11月、生活着「PLANTATION」を発表 SONY、神戸ポートアイランド博覧会サントリー館のユニフォームをデザイン                                  |
| 1982年 | 『Artforum』誌（米）のカバーストーリーに紹介される（執筆：イングリッド・シシー、ジェルマーノ・チェラント） ニューヨーク、航空母艦イントレピッドにて83年春夏コレクションを発表。オープニングにてブランド「PLANTATION」を紹介                                                                                 |
| 1983年 | im（アイム）グループ設立 イッセイミヤケオンリミット（IMO）設立 |
| 1986年 | アーヴィング・ペンによる「ISSEY MIYAKE」コレクション撮影がスタート 『Time』誌（インターナショナル版）にカバーストーリーとして紹介される（執筆：ジェイ・コックス） |
| 1988年 | プリーツの仕事を始める |
| 1989年 | 「Issey Miyake Meets Lucie Rie」展を企画実現（東京・草月ギャラリー、大阪市立東洋陶磁美術館） 福岡ダイエーホークスの初代ユニフォームをデザイン・制作 |
| 1991年 | 1991年秋冬パリコレクションにて、のちのPLEATS PLEASE ISSEY MIYAKEの原型となるニット素材のプリーツ服を発表 ウィリアム・フォーサイスとフランクフルト・バレエ団の公演「失われた委曲」のコスチュームデザイン・制作                                                                                               |
| 1992年 | 香水「L’EAU D’ISSEY（ロードゥ イッセイ）」を発表 第25回バルセロナ・オリンピック競技大会リトアニア代表選手団の公式ユニフォームをデザイン・制作 |
| 1993年 | ブランド「PLEATS PLEASE ISSEY MIYAKE」スタート |
| 1998年 | A-POCプロジェクトを始める |
| 2000年 | A-POCがグッドデザイン賞・大賞受賞 |
| 2001年 | 「ラディカル・ファッション」展に参加（ロンドン・ヴィクトリア&アルバート美術館） |
| 2004年 | 財団法人 三宅一生デザイン文化財団設立 「ダオメ Dahomey 1967: Photographs by Irving Penn」展を日本民藝館と共催 「21世紀の出会い ― 共鳴、ここ・から」展（金沢21世紀美術館）にA-POC出展 |
| 2005年 | 「ビッグバン 20世紀の創造と破壊」展（パリ・ポンピドゥー・センター）にPLEATS PLEASE ISSEY MIYAKEを出展 横尾忠則とコラボレーション「横尾忠則が招待するイッセイミヤケ パリコレクション 1977→1999」展（富山県立近代美術館）                                                                                     |
| 2006年 | ニューヨーク近代美術館（MoMA）の建築・デザイン部門に「A-POC Queen」が所蔵され、同館の新規コレクション展にて紹介 |
| 2007年 | 21_21 DESIGN SIGHT開設。ディレクターに就任 REALITY LAB. を設立 |
| 2008年 | 21_21 DESIGN SIGHT第3回企画展「XXI c. — 21世紀人」をディレクション |
| 2009年 | 21_21 DESIGN SIGHT「U-Tsu-Wa／うつわ — ルーシー・リィー、ジェニファー・リー、エルンスト・ガンペール」展をディレクション |
| 2010年 | 21_21 DESIGN SIGHT「REALITY LAB 再生・再創造」展をディレクション 132 5. ISSEY MIYAKEを発表 |
| 2011年 | 内閣府の認定を受け、公益財団法人三宅一生デザイン文化財団へと移行（２月１日付） |
| 2012年 | 陰翳 IN-EI ISSEY MIYAKE を発表 |
| 2013年 | 「青森大学男子新体操部」公演開催。企画およびコスチュームデザインを手がける（クリエイション・ディレクション・コレオグラフィ：ダニエル・エズラロウ／コスチューム：HOMME PLISSÉ ISSEY MIYAKE）＜7月18日 国立代々木競技場第二体育館＞ HOMME PLISSÉ ISSEY MIYAKEを発表                                           |
| 2014年 | パリ・カルティエ現代美術財団美術館30周年記念展「Memoire Vives（生きた記憶）」へ陰翳 IN-EI ISSEY MIYAKEを出展参加 |
| 2016年 | 「MANUS × MACHINA（手と機械）：テクノロジー時代のファッション」展へ出展参加。（ニューヨーク・メトロポリタン美術館 5.5〜9.5） IKKO TANAKA ISSEY MIYAKEを発表 |
| 2017年 | 「Items：Is Fashion Modern？」展へ出展参加。（ニューヨーク近代美術館10.1〜1.28, 2018） |
| 2018年 | イタリアの建築誌「domus」（2018年4月号）にて、”Issey Miyake Session One”が初めて紹介。 （執筆：ミケーレ・デ・ルッキ 写真：ジェイムズ・モリソン） |

## 展覧会
| 1983年 | 「ISSEY MIYAKE SPECTACLE: BODYWORKS」展（東京・ラフォーレ・ミュージアム飯倉、ロサンゼルス・オーティス・パーソンズ・ギャラリー、サンフランシスコ近代美術館、1985年ロンドン・ヴィクトリア&アルバート・ミュージアム） |
| 1988年 | 「Issey Miyake A-ŪN」展（パリ・装飾美術館） |
| 1990年 | 第1回ヒロシマ賞記念「三宅一生展 TEN SEN MEN」（広島市現代美術館） 「Energieën（エナジーズ）」展に参加（アムステルダム・ステデリック・ミュージアム） 「三宅一生展 プリーツ・プリーズ」（東京・東高現代美術館）      |
| 1992年 | 「三宅一生展 ツイスト」（香川・直島コンテンポラリー・アートミュージアム） |
| 1997年 | 「イサム・ノグチと三宅一生 アリゾナ」展（香川・丸亀市猪熊弦一郎現代美術館） |
| 1998年 | 「ISSEY MIYAKE MAKING THINGS」展（パリ・カルティエ現代美術財団、99年ニューヨーク・エース・ギャラリー、2000年東京都現代美術館）                                                                                     |
| 2001年 | 「A-POC MAKING : ISSEY MIYAKE & DAI FUJIWARA」展（ヴィトラ・デザイン・ミュージアム・ベルリン） |
| 2003年 | 「なんなの？A-POC MIYAKE ISSEY + FUJIWARA DAI」展（東京・Axisギャラリー） |
| 2016年 | 「MIYAKE ISSEY展 三宅一生の仕事」（東京・国立新美術館 3.16～6.13） |

## 受賞・栄典
| 1977年 | 1976年度毎日デザイン賞（毎日新聞社）（衣服デザインの分野では初） |
| 1984年 | 1983年度CFDA（アメリカファッションデザイナー協会）賞受賞（3月1日） 1983年度ニーマン・マーカス賞受賞（4月6日、アメリカ・ダラス）                                                                        |
| 1988年 | 第9回国際文化デザイン大賞（日本文化デザインフォーラム） |
| 1990年 | 第1回ヒロシマ賞（広島市） |
| 1991年 | フランス 芸術文化勲章 最高位コマンドール受章 |
| 1992年 | 1991年度朝日賞（朝日新聞社） |
| 1993年 | イギリス ロイヤル・カレッジ・オブ・アート（王立芸術院）より名誉博士号授与 |
| 1995年 | 第15回金の針賞（La Aguja de Oro）受賞（スペイン・マドリッド） |
| 1997年 | 紫綬褒章受章 |
| 1998年 | 文化功労者顕彰 |
| 1999年 | フランス リヨン大学より名誉博士号授与 |
| 2000年 | 第32回日本芸術大賞（財団法人新潮文芸振興会） デンマーク 第1回ジョージ・ジェンセン賞（ツボウ財団） 第18回毎日ファッション大賞「ミレニアム記念賞」（毎日新聞社）（過去、同大賞を84年、89年、93年に受賞） |
| 2001年 | カナダ、トロントのハーバーフロントセンター「世界のクリエイティブなリーダーたち」14名のひとりに選ばれ、カナダ総督（当時）アドリエンヌ・クラークソンより授与                                             |
| 2004年 | アメリカ オハイオ州立大学ウェクスナーセンターより第11回ウェクスナー賞 |
| 2005年 | 第17回高松宮殿下記念世界文化賞〈彫刻部門〉（財団法人日本美術協会） |
| 2006年 | 第22回京都賞〈思想・芸術部門〉（財団法人稲盛財団） |
| 2010年 | 平成22年度文化勲章受章（11月3日、皇居にて親授） 広島市名誉市民、広島県名誉県民 |
| 2016年 | フランス レジオンドヌール勲章 コマンドール受章 |
| 2019年 | 令和元年度「東京都名誉都民」顕彰（顕彰式10月1日 小池百合子知事より） イギリス ロイヤル・アカデミー・オブ・アーツより名誉フェローに選出                                                                 |

## 出版物
| 1978年 | 『三宅一生の発想と展開 - Issey Miyake east meets west』           | 平凡社                  |
| 1982年 | 『Katsu on Issey』                                                | CBSソニー出版           |
| 1983年 | 『三宅一生/ボディワークス』                                       | 小学館                  |
| 1985年 | 『一生たち』                                                      | 旺文社                  |
| 1988年 | 『ISSEY MIYAKE: PHOTOGRAPHS BY IRVING PENN』                      | リブロポート            |
| 1995年 | 『ISSEY MIYAKE』                                                  | TASCHEN                 |
| 1998年 | 『ISSEY MIYAKE MAKING THINGS』                                    | AXIS inc.               |
| 1999年 | 『アーヴィング・ペン 三宅一生の仕事への視点』                     | 求龍堂                  |
| 2005年 | 『横尾忠則が招待する イッセイミヤケ パリコレクション 1977→1999』  | 美術出版社              |
| 2008年 | 『XXIc. - 21世紀人』                                              | 求龍堂                  |
| 2012年 | 『PLEATS PLEASE ISSEY MIYAKE』北村みどり編                        | TASCHEN                 |
| 2013年 | 『三宅一生 未来のデザインを語る』                                 | 岩波書店                |
| 2016年 | 『MIYAKE ISSEY展： 三宅一生の仕事』                               | 求龍堂                  |
| 2016年 | 『ISSEY MIYAKE 三宅一生』北村みどり編                             | TASCHEN                 |
| 2016年 | 『Creativity is born 三宅一生｜再生・再創造』清水早苗著           | パイ インターナショナル |
| 2017年 | 『イッセイさんはどこから来たの？ ——三宅一生の人と仕事』小池一子著 | HeHe／ヒヒ              |

## その他

### ドキュメンタリー
- ETV特集「デザインには希望がある 〜三宅一生のまなざし〜」（2022年12月24日、NHK Eテレ）[112]